# فریند (کانزاس)
فریند (به انگلیسی: Friend) یک منطقهٔ مسکونی در ایالات متحده آمریکا است که در شهرستان فینی، کانزاس واقع شده‌است.